# 화순 유마사 보안교
화순 유마사 보안교는 대한민국 전라남도 화순군 사평면 마리, 유마사에 있는 돌다리이다. 2007년 1월 5일 화순군의 향토문화유산 제30호로 지정되었다.

## 개요
보안교는 절에 들어가는 입구 계곡 위에 위치하고 있는데, 현재는 그 옆에 일주문이 지어져 있다. 다리는 좁지 않은 계곡을 하나의 큰 돌로 가로질러 놓아 계곡의 동서 양편을 연결하고 있다. 재질은 화강암으로 크기는 가로가 가장 좁은 동쪽은 200cm이고 넓은 서쪽은 315cm에 이른다. 세로는 약 310cm이고 두께는 약 35cm로 윗면은 잘 다듬어져 있다. 다리 위에는 두개의 명문이 있는데, 계곡 아래쪽에 '維摩洞天普安橋'가 계곡의 북쪽에 '觀世音普薩 梁蓮浩'라고 쓰여 있다. 글씨의 크기는 17~24cm이다. 관세음보살의 옆에는 한글로 '관세음보살'이라고 쓰여 있고 그 밑에 작은 글씨로 '白雲居士書'라고 쓰여 있다.
보안교는 형태는 널다리 양식이지만 여러개의 돌을 결구하지 않고 하나의 돌로 만들었다는 것이 특징이다. 그러나 전통적인 돌다리와는 다르다. 따라서 건립시기를 추정하기가 용이하지 않다. 보안교에는 유마사의 창건주 유마운의 딸인 보안이 놓았다는 전설이 깃들어 있다. 그러나 보안교가 유마사 기록중에 나타난 것은 1919년에 쓴 '동복군유마사봉향각창건상량문'에서이다. 따라서 보안교는 1919년 이전에는 놓여있었음을 알 수 있다. 1919년에 김영운 주지가 현재 다리의 서쪽에 있던 좁은 절터에서 더 너넓은 편평한 땅(현재 유마사 위치)으로 건물터를 옮긴 것은 다리를 건너기 용이했기 때문이었을 것이다.

## 같이 보기
- 화순 유마사